# Letzte Instanz
Letzte Instanz é uma banda alemã  de folk rock fundada em Dresden, Alemanha, em 1996, que incorpora extensamente o violino e o violoncelo em suas composições. Os membros fundadores incluíam Hörbi, Tin Whistle, Muttis Stolz, Kaspar Wichman, Holly D. e Markus G-Punkt. Benni Cellini e Robin Sohn entraram no grupo um ano depois. Eles lançaram onze álbuns de estúdio, um EP, dois álbuns ao vivo, dois DVDs ao vivo, três singles e apareceram em vários CDs de mixagens.

## Biografia
Em fevereiro de 2006, foi lançado o álbum Ins Licht, que alcançou a 53ª posição no Media Control Charts da Alemanha. A música "Das Stimmlein" desse álbum conta com a participação dos cantores convidados Eric Fish (Subway to Sally), Sven Friedrich (Zeraphine) e Thomas Lindner (Schandmaul).
O álbum Schuldig foi lançado em fevereiro de 2009. O single de pré-lançamento "Flucht ins Glück" continha também a faixa "Der Garten", que o Letze Instanz gravou junto com a cantora Aylin Aslım. Esta música é cantada em alemão e turco.
Em 30 de maio de 2010, o baterista Specki TD anunciou sua saída após oito anos com a banda para se juntar ao In Extremo. Ele foi substituído por David Pätsch, ex-baterista do Subway to Sally e membro do Blue Men Group.
O membro fundador Holly D. deixou a banda em 2014. O 10º álbum de estúdio deles, Im Auge des Sturms, estava previsto para ser lançado em outubro de 2014. Foi gravado sem o uso de sintetizadores, loops ou samples.
Em novembro de 2024, eles anunciaram que se separariam no final de 2025. Seu último álbum de estúdio foi Ehrenwort, lançado em 2021, e seu último lançamento em geral foi um EP intitulado XXVII ("27" em algarismos romanos, uma referência aos 27 anos de sua carreira), lançado em 7 de dezembro de 2024. Seu show final está previsto para acontecer em 22 de novembro de 2025 na casa de espetáculos Capitol em Hanover.

## Integrantes

### Integrantes atuais
- Holly Loose — vocais (2005–presente)
- Oli — guitarra (2002–presente)
- Michael Ende - baixo (2004-presente)
- M. Stolz — violino (1996–presente)
- Benni Cellini - violoncelo (1997-presente)
- David Pätsch — bateria (2010–presente)

### Ex-integrantes
- Hörbi — vocais (1996–1997)
- Kaspar Wichman — baixo (1996–1999)
- Markus G-Punkt — bateria (1996–2001)
- Tin Whistle — guitarra (1996–2004)
- Robin Sohn - vocais (1997–2004)
- Rasta F./FX — baixo (1999–2004)
- Specki TD — bateria (2001–2009)
- Holly D. — vocais de apoio, vocais de rap (1996–2014)

## Discografia

### Álbuns de estúdio
| Ano                                               | Título                                          | Maiores colocações | Maiores colocações |
| ------------------------------------------------- | ----------------------------------------------- | ------------------ | ------------------ |
| Ano                                               | Título                                          | ALE                | AUT                |
| 1998                                              | Brachialromantik (Romance Bruto)                | —                  | —                  |
| 1999                                              | Das Spiel (O Jogo)                              | —                  | —                  |
| 2001                                              | Kalter Glanz (Brilho Frio)                      | —                  | —                  |
| 2003                                              | Götter auf Abruf (Deuses em Chamada)            | 81                 | —                  |
| 2006                                              | Ins Licht (Na Luz)                              | 53                 | —                  |
| 2007                                              | Wir sind Gold (Somos Ouro)                      | 61                 | —                  |
| 2007                                              | Das weisse Lied (A Canção Branca)               | —                  | —                  |
| 2009                                              | Culpado(a) (Guilty)                             | 34                 | —                  |
| 2010                                              | Sagrado(a) (Holy)                               | 32                 | —                  |
| 2012                                              | Eterno(a) (Eternal)                             | 11                 | 28                 |
| 2014                                              | No Olho da Tempestade (In the Eye of the Storm) | 14                 | 61                 |
| 2016                                              | Liebe im Krieg (Amor na Guerra)                 | 4                  | 44                 |
| 2018                                              | Oriente (Orient)                                | 14                 | —                  |
| 2021                                              | Palavra de Honra (Word of Honor)                | —                  | —                  |
| — indica lançamentos que não figuraram na parada. |                                                 |                    |                    |

### Álbuns ao vivo e coletâneas
| Ano                                               | Título                                               | GER |
| ------------------------------------------------- | ---------------------------------------------------- | --- |
| 2004                                              | Live (Ao Vivo)                                       | —   |
| 2013                                              | 15 Jahre Brachialromantik (15 anos de romance bruto) | 83  |
| — indica lançamentos que não figuraram na parada. |                                                      |     |

### Singles e EPs
- 2001 - "Kopfkino" (Cabeça de Cinema; uma expressão para o ato de ficar fantasiando histórias dentro da própria cabeça)
- 2005 - "Sonne" (Sol)
- 2024 - XXVII

### DVDs
| Ano                                               | Título                                       | Alemanha |
| ------------------------------------------------- | -------------------------------------------- | -------- |
| 2004                                              | Live (Ao Vivo)                               | —        |
| 2008                                              | Weißgold (Ouro Branco) (part.Anna Katharina) | 64       |
| — indica lançamentos que não figuraram na parada. |                                              |          |